# Joseph Zen Ze-Kiun
Joseph Zen Ze-kiun SDB (nascut el 13 de gener de 1932) és un cardenal xinès de l'Església Catòlica, que va servir com a sisè bisbe de Hong Kong. Va ser creat cardenal el 2006, i ha estat molt franc sobre qüestions relatives als drets humans, la llibertat política i la llibertat religiosa, sovint sent objecte de crítiques des del Partit Comunista de la Xina. Es va retirar el 15 d'abril del 2009.

## Biografia

### Primers anys i carrera
Joseph Zen va néixer a Shanghai en el si d'una família devota catòlica, Vincent Zen and Margaret Tseu. Va estudiar en una escola eclesial durant la Segona Guerra Sinojaponesa, però va ser enviat a una abadia després que el seu pare va patir un vessament cerebral.
Zen va fugir a Hong Kong des de Shanghai per escapar del règim comunista al final de la Guerra Civil Xinesa. Després d'ingressar al noviciat dels salesians de Hong Kong, sent ordenat al sacerdoci l'11 de febrer de 1961 per cardenal Maurilio Fossati. Zen va obtenir una llicenciatura en teologia (1961) i un doctorat en filosofia (1964) per la Universitat Pontifícia Salesiana de Roma. Des de 1973, ensenyà al Seminari de l'Esperit Sant de Hong Kong; entre (1976-1978 a l'Escola Salesiana de Macau (Institut Salesià) (澳門慈幼中學) com a director; el 1978, va esdevenir el Superior Provincial dels Salesians (que inclou a la Xina continental, Hong Kong, Macau i Taiwan), renunciant el 1983. Va ser professor als seminaris a la Xina, a centres d'estudis reconeguts pel Partit Comunista, entre 1989 a 1996. Va ser nomenat bisbe coadjutor de Hong Kong el 1996 pel Papa Joan Pau II.

### La defensa de la democràcia
Després d'ascendir a la seu de Hong Kong el 23 de setembre de 2002, va dirigir la diòcesi expressant les seves reserves sobre les lleis contra la subversió, proposades en conformitat amb l'article 23 de la Llei Fonamental. Estava preocupat que aquestes lleis, en cas d'aprovar sense un procés de consulta exhaustiva que inclou un llibre blanc, fàcilment podrien conduir a violacions de drets civils bàsics en el futur.
L'1 de juliol de 2003, va participar en una reunió d'oració al Parc Victòria abans que comencés la Marxa de l'1 de Juliol. Molts cristians, incloent els catòlics i d'altres denominacions, van assistir a la manifestació.
El 3 de juny de 2004, la diòcesi va dur a terme una activitat d'oració anomenada "Democractitceu de la Xina" (民主中國). Zen va dir que Hong Kong estava patint d'una incruenta Massacre del 4 de juny sense armes ni tancs. Va ser criticat pel ministre de Finances de la República Popular de la Xina .
L'1 de juliol de 2004, Zen va assistir a una oració a Victoria Park abans que comencés la segona Marxa de l'1 de juliol, però no va participar en la manifestació. Tot i així, molts catòlics es van unir a milers d'altres ciutadans en la marxa contra el govern.
El 3 de novembre de 2005, després de tornar de la Ciutat del Vaticà, va dir que s'havia de permetre al poble de Hong Kong de decidir si volien o no proposen reformes constitucionals; també va dir que el Govern hauria de portar a terme una "enquesta d'opinió pública a tot el territori" per permetre a la gent a decidir si volien o no el paquet de reforma constitucional que es proposava. Va passar a ser conegut com "la veu" de Hong Kong perquè va aconseguir que 6 pan-demòcrates que van tractar de donar suport a la moció del Govern anunciessin la seva oposició a la moció. Va ser criticat obertament pel secretari en cap Rafael Hui després de la derrota del paquet de reforma política.
El cardenal Zen va assistir als 4 de juny de 2006 reunió de pregària en memòria de les víctimes de la matança de 1989. Va demanar al govern xinès que deixés que el poble xinès discutís les protestes de 1989 a la plaça de Tiananmen lliurement.
Zen també va dirigir l'1 de juliol a la protesta de 2007.

### "Nova Consciència"
Durant molt de temps s'ha conegut a Zen com la "nova consciència de Hong Kong" per la seva defensa dels drets humans, la llibertat política i la llibertat religiosa en vista de les crítiques del govern comunista de la Xina. Ha dit sense embuts que la repressió xinesa contra els manifestants pro democràcia a la Plaça Tiananmen va ser "un gran error", i va demanar al govern a "dir la veritat" sobre aquells esdeveniments. També va ser un oponent a l'article 23 de la Llei fonamental de Hong Kong, un projecte de llei de seguretat nacional des-arxivat, que el 2003 va provocar una protesta contra el govern per mig milió de persones. Zen és un eloqüent defensor d'un empenta per sufragi universal a Hong Kong, dient al seu ramat en una homilia de 2005 que «un camí apareix quan suficient gent camina sobre ell.» Ell ha demanat públicament als funcionaris a Hong Kong que donessin suport a les aspiracions de la gent, en lloc de funcionar com a portaveus del govern central a Beijing. A nivell personal, és descrit per John Allen Jr., un observador del Vaticà, com «un home gentil, humil, un moderat en la majoria dels problemes».
Zen va ser nomenat la "Persona de l'Any 2002" per Apple Daily.

### Retir

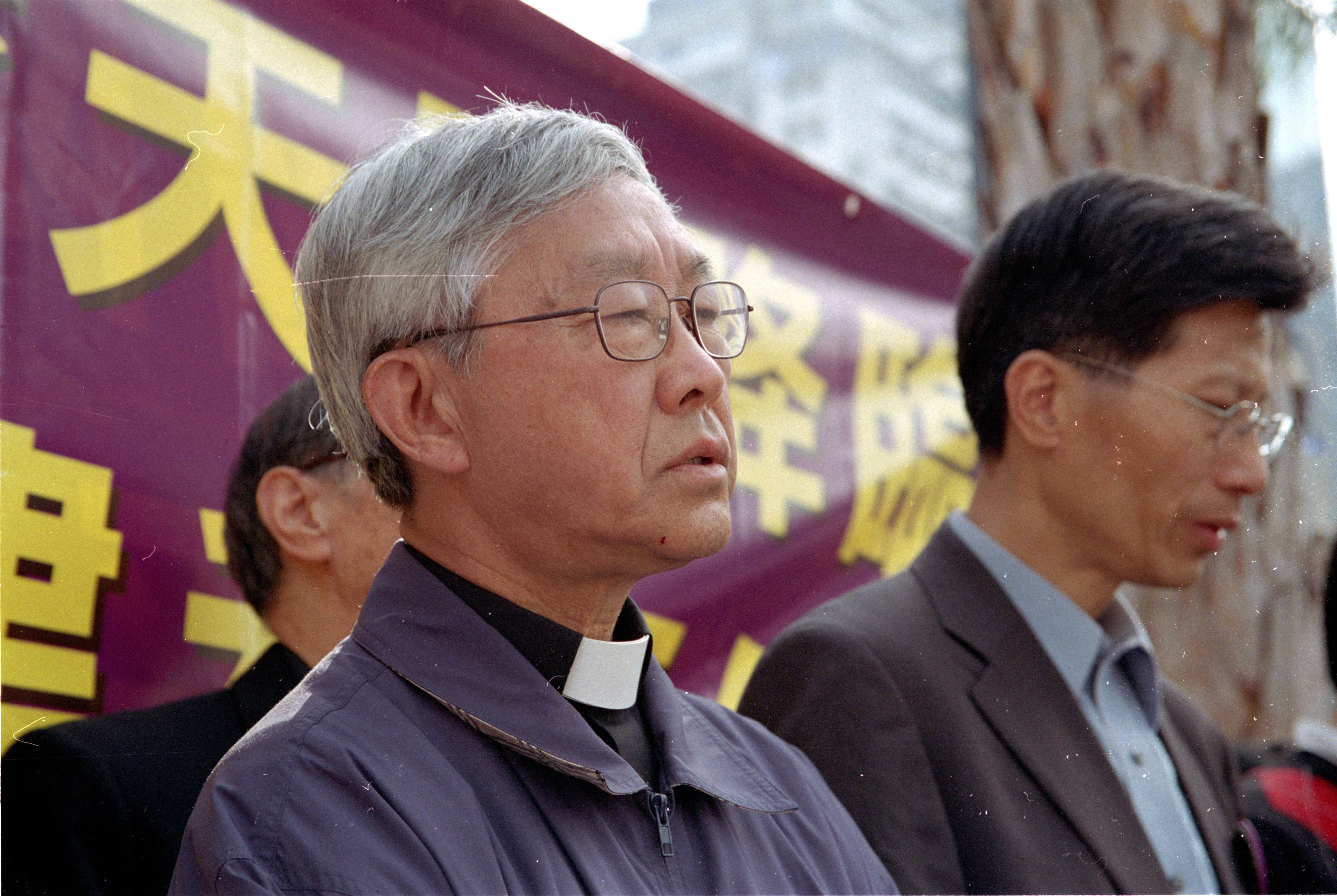
El bisbe Joseph Zen va resar amb els catòlics abans de la protesta contra l'article 23 de la Llei Bàsica de Hong Kong

El 18 de setembre de 2005, li va dir als periodistes del diaris de Hong Kong Apple Daily que estava disposat a retirar-se el gener de 2007. També va dir que volia ser mestre, ja fos a la Xina continental o a l'Àfrica, ja que hi ha escassetat de mestres en Àfrica. Martin Lee, expresident del Partit Demòcrata, també catòlic, va declarar que com que Zen encara estava bé de salut per la seva edat, el Papa podia sol·licitar-li que romangués al seu càrrec. Audrey Eu, membre del Consell Legislatiu va lloar Zen per ser diferent a d'altres líders religiosos a Hong Kong perquè era comparativament valent en compartir els seus punts de vista polítics i també perquè «va dur a terme les seves idees d'equitat, caràcter equitatiu, i la filantropia a través dels esforços reals.» D'altra banda, alguns conservadors dins de l'església van especular que la relació tensa entre Pequín i la Santa Seu es relaxaria si Zen es retirava. No obstant això, Zen va escriure una carta al Papa el 13 de gener de 2006 i va declarar que volia retirar-se del seu càrrec, tot i que no a causa de la seva edat. El 15 abril de 2009 el Papa Benet XVI va acceptar la renúncia del cardenal Zen. Per tant, John Tong Hon es va convertir en el bisbe de la diòcesi.
Des del 22 d'octubre de 2011 el cardenal Zen va estar en vaga de fam durant 3 dies, com un acte de protesta contra la pèrdua d'una batalla legal de llarga durada amb el govern de Hong Kong sobre com han de funcionar els centres concertats. Més tard va escriure sobre la seva experiències en una carta oberta.

### Cardenalat
El 22 de febrer de 2006, el Vaticà va anunciar que Zen seria elevat al Col·legi de cardenals pel Papa Benet XVI en el consistori que se celebraria el 24 de març de 2006. Zen, que va ser creat cardenal prevere de Santa Maria Madre del Redentore a Tor Bella Monaca, creia que seva elevació mostraria quant valora el Papa de l'Església a la Xina. Va ser nomenat membre de la Congregació per al Culte Diví i la Disciplina dels Sagraments.
L'elevació del bisbe Zen va ser ben rebuda pels catòlics de Hong Kong, ja que va ser vist com un reconeixement de la posició del bisbe en la justícia social i com un honor per a l'església a Hong Kong. El vicari General Rev. Dominic Chan Chi-ming va dir que seria un honor tenir de nou un cardenal al capdavant de la diòcesi. Rev. Louis Ha Ke-Loon va dir que demostra que fins i tot el Papa creia que el bisbe Zen havia de parlar. El legislador demòcrata Martin Lee va afegir que era una bona notícia, perquè no importa si és un bisbe o un cardenal, com un líder religiós Zen parla de veu com moral de les persones.
Des del consistori, Zen s'ha convertit en l'únic cardenal xinès sota l'edat de 80 amb dret a vot en els conclaves papals. La seva elevació va portar alegria a l'Església a la Xina (i en particular als catòlics amagats), ja que va ser vist com un gran signe d'esperança. El bisbe WeiJingyi de Qiqihar, que no és reconegut pel govern xinès, va dir que és una "gran alegria", i que el bisbe Zen és "molt fiable" i inflexible en la seva dedicació a la fe catòlica.
El cardenal Zen va oferir una gran missa pontifical en el ritu tridentí, al maig de 2006, la qual cosa va ser agraïda pels catòlics tradicionalistes de tot el món.
El Papa Benet XVI va nomenar cardenal Zen per escriure les meditacions del Via Crucis presidit pel Papa en el Coliseu de Roma el Divendres Sant, el 21 març del 2008.

## Controvèrsia i crítiques

### Relacions amb la República Popular de la Xina
Després que el Papa va canonitzar diversos sacerdots que havien mort durant la Rebel·lió dels bòxers, Zen (com a bisbe coadjutor en el moment) diu que els sacerdots eren innocents i gran i els boxejadors mereixen ser castigades. Això va enfurismar el Govern Popular Central, que li va prohibir visitar la xinesa continental durant sis anys. El 3 de maig de 2004, va visitar laXina continental per primera vegada des de 1998 i va ser el primer bisbe de Hong Kong a visitar Xina des de la transferència de la sobirania sobre Hong Kong el 1997. No obstant això, els diaris oficials publicats pel Partit Comunista de la Xina ho va criticar.
També ha estat especialment crític amb la resposta de Pequín al moviment espiritista Falun Gong, que els líders de la Xina han prohibit per "intentar enderrocar" el Partit Comunista. Cada vegada que el Govern va demanar al Comitè Permanent de l'Assemblea Popular Nacional per tornar a interpretar la Llei Fonamental, Zen criticà el Govern i la Xina continental.
A l'abril i maig de 2006, el cardenal Zen es va oposar a la consagració episcopal de dos bisbes a la Xina que pertanyien a la sancionada per l'estat Associació Patriòtica Catòlica Xinesa. Les elevacions van ser sense el permís de la Santa Seu, causant una controvèrsia. Al febrer de 2007, en una entrevista, el cardenal Zen es refereix el nomenament sense el permís del Vaticà com una "declaració de guerra".
A l'octubre de 2011, Zen va admetre que sense el coneixement de la Santa Seu havia rebut HK$20 milions del magnat de Hong Kong Jimmy Lai des de 2005. Part dels diners va ser invertits en ajudar l'Església amagada a la part continental.
El 2014 el cardenal Zen Ze-kiun va demanar el Papa Francesc que no visités la Xina, dient que el pontífex seria "manipulat". El cardenal Zen va dir al Corriere della Sera en una entrevista: «Jo li diria ara: "No vingui, que seria manipulat". […] Els pocs valents [catòlics] no podien complir amb [el Papa], i el Partit Comunista li mostraria els bisbes il·legítims, incloent els tres excomunicats». Els comentaris es produeixen com els llaços entre el Vaticà i la Xina han millorat en els primers dies del pontificat de Francesc. Quan es va aixecar al timó de l'any passat l'Església Catòlica, el Ministeri d'Afers Estrangers xinès va felicitar Francesc per la seva elecció. El cardenal Zen va dir que no va veure signes de diàleg entre l'Església catòlica i la Xina. «Fins i tot si en aquestes condicions Beijing estengués una mà, seria un truc sota aquestes circumstàncies», va dir «els nostres pobres bisbes són esclaus, el Partit Comunista els nega el respecte, tracta de llevar-li la seva dignitat.»
Al setembre de 2014, com a part de les protestes de Hong Kong de 2014, el cardenal Zen es va dirigir als manifestants dient «Ja és hora que realment demostrem que volem ser i no ser esclaus... Hem de unir-nos junts» durant el seu discurs manifestants van ser disparats amb gasos lacrimògens i se'ls va demanar que es dispersessin.
En maig de 2022 va ser detès per la policia xinesa a Hong Kong en aplicació de la llei de seguretat. L'acusació -formalment, col·lisió amb forces estrangeres- era conseqüència de la seva implicació amb l'organització 612 Humanitarian Relief Fund, dedicada a finançar el suport legal i mèdic als manifestants pro-democràtics persiguits pel règim xinès a Hong Kong.

### Controvèrsies reforma de l'educació
El 5 de juny de 2005, Zen va anunciar que si el Consell Legislatiu aprovava una proposta de suport a les escoles per crear comitès de gestió incorporats el 8 de juliol de 2005, que apel·laria contra la decisió del tribunal. La modificació de la Llei d'Educació de 2002, un cop promulgada, és probable que minimitzés el paper de l'Església en el funcionament de les escoles catòliques i en la promoció de l'educació catòlica.
No obstant això, després que el Govern renunciés a alguns sostenien punts en la moció, la diòcesi van decidir donar suport al moviment, tot i que la diòcesi posteriorment va anunciar plans per enjudiciar el Govern el 28 de setembre del 2005.
Després que dos mestres es van suïcidar a principis de gener de 2006, Zen va dir que aquests actes van ser a causa de les reformes educatives i va demanar al govern que aturés les noves reformes. A continuació,la Secretària Permanent d'Educació i Mà d'Obra Fanny Law va rebutjar les connexions causals, però va provocar furor entre els mestres i el públic quan ella va preguntar per què només dos mestres s'havien suïcidat a causa de les reformes. Es va disculpar pels seus comentaris "inapropiats" el 10 de gener.

### Assumptes de l'OMC
El 18 de desembre de 2005, Zen va visitar els manifestants a la Conferència Ministerial de l'OMC celebrada a 2005 i va tractar de visitar els detinguts catòlics sud-coreans, incloent dos sacerdots i una monja. Va criticar la policia de Hong Kong pel seu tractament vers els manifestants. També cridat al govern un "nen" per "fer alguna cosa sense sentit. '" Al voltant d'un mes més tard, diversos sindicats de policia d'Hong Kong van decidir escriure una carta el Papa a queixar-se de discurs del Zen. Zen va respondre que alguns policies eren "servils als oficials d'alt rang dins de la força policial".

### Crítiques a la diòcesi
Diversos sacerdots locals van tractar de persuadir Zen que no participés en qualsevol de les protestes abans que encapçalés la Protesta de l'1 de juliol al 2007. A Zen només se li va permetre assistir a la reunió d'oració abans de les protestes i manifestacions contra les reformes educatives. Alguns catòlics van criticar Zen per a la fabricació de l'església com un "partit polític" i publicaren anuncis anti-Zen als diaris ia Internet.
El gener de 2006, Rev. Joseph Lee, Rector de Sant Església de Anthony, que, de forma similar a Zen, havia nascut i s'havia educat a Xangai i és un salesià, va dir en un programa de televisió que «el 99% dels catòlics no estan d'acord amb el Bisbe,» mentre que, segons una enquesta de més del 60% dels catòlics estan d'acord amb el Bisbe. També va dir que Zen malmetia seriosament la relació entre Xina i la Santa Seu.
El segon capítol en 2006 del diari oficial catòlica Kung Kao Po contenia crítiques i opinions pel Rev. John B. Kwan Kit Tongcontra Zen. Quatre setmanes més tard, el Rev. Kwan reivindicà al mateix diari que la crítica no havia estat escrita directament contra Zen i que el seu escrit havia estat mal interpretat pels diaris locals.